# Gregorij Chmara
Gregorij Chmara (ryska: Григорий Михайлович Хмара), född 29 juli 1886 i Poltava, Lillryssland, Kejsardömet Ryssland (nuvarande Ukraina), död 3 februari 1970 i Paris, Frankrike, var en rysk-fransk skådespelare. 

## Filmografi (urval)
- 1915 – Svertjok na petji
- 1918 – Burej zjizny smjatye
- 1923 – Raskolnikow
- 1925 – Hedda Gabler
- 1925 – Den glädjelösa gatan
- 1932 – Svarta husaren
- 1962 – I Arsène Lupins fotspår